# Petar Šegvić
Petar Šegvić (Split, 25. lipnja 1930. – Split, 7. lipnja 1990.), hrvatski veslač, osvajač zlatne medalje na Olimpijskim igrama u Helsinkiju 1952. godine.